# Ernest Douwes Dekker
Ernest François Eugène Douwes Dekker né le 8 octobre 1879 à Pasuruan et mort le 28 août 1950 à Bandung, est un homme politique indonésie-néerlandais.

## Biographie
Il était lié au célèbre écrivain hollandais anticolonialiste Multatuli, dont le vrai nom était Eduard Douwes Dekker (« Douwes Dekker » étant leur nom de famille). Dans sa jeunesse, il a combattu dans la seconde guerre des Boers en Afrique du Sud du côté des Boers. Ses pensées ont été très influentes dans les premières années du mouvement de liberté indonésien. Après l'indépendance de l'Indonésie, il a adopté le nom de Sundanais Danoedirdja Setiaboedi.